# Robert Gubiec
Robert Gubiec (ur. 19 lutego 1979 w Warszawie) – polski piłkarz, grający na pozycji bramkarza. Ostatnio występował w drużynie Wisły Płock. Poprzednio reprezentował również barwy takich zespołów jak: Legia II Warszawa, Agrykola Warszawa, Polonia Warszawa, Stasiak Opoczno.
W I lidze debiutował 12 maja 2001 w meczu Polonia Warszawa - Dyskobolia Grodzisk Wielkopolski.
Powoływany był również do kadry B.
W 2007 roku spadł z Wisłą Płock do II ligi i postanowił z niej odejść.
W 2007 roku podpisał kontrakt z greckim zespołem AS Rodos, z którego w 2008 roku powrócił do Wisły Płock. 11 grudnia 2008 r. klub rozwiązał z nim umowę.
Po zakończeniu kariery pracował jako trener bramkarzy Legionovii Legionowo i Błonianki Błonie. Zajęcia trenerskie dzielił z pracą taksówkarza.